# Una pel·lícula de Minecraft
Una pel·lícula de Minecraft és una  pel·lícula de comèdia d'aventures estatunidenca dirigida per Jared Hess a partir d'un guió escrit per Chris Bowman i Hubbel Palmer, basat en el videojoc Minecraft del 2011 desenvolupat per Mojang Studios. La pel·lícula és protagonitzada per Jack Black, Jason Momoa, Emma Myers, Danielle Brooks, Sebastian Eugene Hansen i Jennifer Coolidge. Ha estat doblada al català.
Els plans per a una adaptació cinematogràfica de Minecraft es van anunciar el febrer de 2014 quan el creador de Minecraft, Markus Persson, va revelar que Mojang estava acordant amb Warner Bros. Pictures per desenvolupar el projecte, amb els productors Roy Lee i Jill Messick. Durant el desenvolupament, els cineastes Shawn Levy, Rob McElhenney i Peter Sollett van ser contractats inicialment per dirigir la pel·lícula, mentre que els escriptors Kieran i Michele Mulroney, Jason Fuchs, Aaron i Adam Nee i Allison Schroeder s’hi van afegir. L'abril de 2022, Hess va ser contractat com a nou director i Momoa estava en converses per protagonitzar la pel·lícula. El càsting addicional es va dur a terme del maig del 2023 al gener del 2024. El càmera principal va començar més tard aquell mes a Nova Zelanda i va concloure a mitjans d'abril de 2024. El tràiler oficial es va publicar el 4 de setembre de 2024.
Està previst que Una pel·lícula de Minecraft s'estreni als Estats Units el 4 d'abril de 2025.